# نظافة عرقية

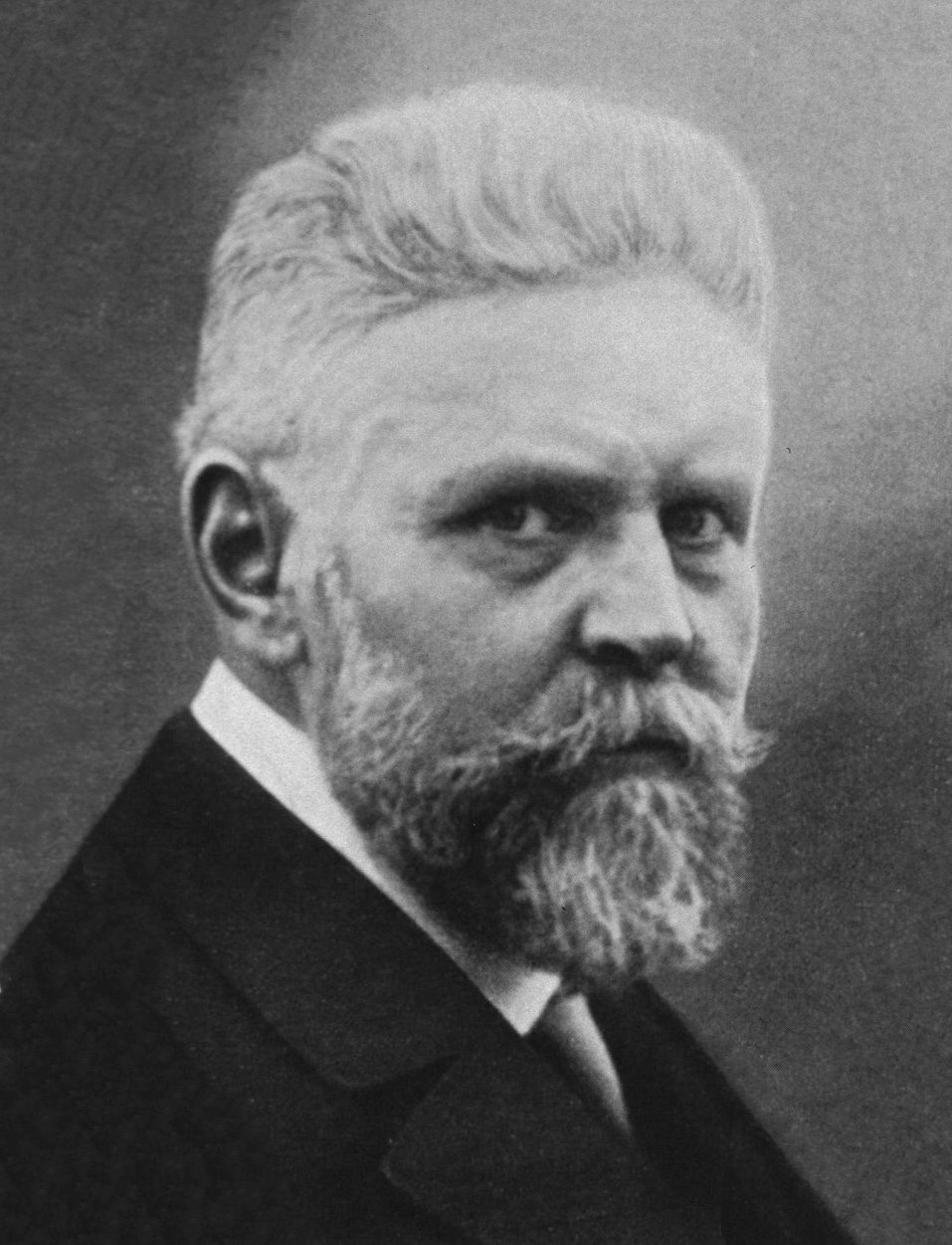
الفريد بلويتز

تم استخدام مصطلح «النظافة العرقية» لوصف نهج تحسين النسل في أوائل القرن العشرين، والذي وجد تطبيقه الأكثر شمولاً في ألمانيا النازية (تحسين النسل النازي). تميزت بالجهود المبذولة لتجنب تمازج الأجناس، وهو ما يشبه مربي الحيوانات الذي يبحث عن الحيوانات الأصيلة. وغالبًا ما كان الدافع وراء ذلك هو الاعتقاد بوجود تسلسل هرمي عنصري والخوف المرتبط بأن الأجناس السفلية «تلوث» طبقة أعلى. كما هو الحال مع معظم علماء تحسين النسل في ذلك الوقت، يعتقد علماء الصحة العنصريون أن تراجع تحسين النسل من شأنه أن يؤدي إلى تدهور اجتماعي سريع، وتراجع الحضارة عن طريق انتشار الخصائص الأدنى.

## تطوير
قدم عالم تحسين النسل الألماني ألفريد مصطلح النظافة العرقية في كتابه «أساسيات النظافة العرقية» (Grundlinien einer Rassenhygiene) في عام 1895. وناقش أهمية تجنب «القوى الانتقائية» مثل الحرب وزواج الأقارب والرعاية الصحية المجانية للفقراء والكحول والأمراض التناسلية. في أول تجسد له، كان أكثر قلقًا من انخفاض معدل المواليد للدولة الألمانية وتزايد عدد الأشخاص المصابين بأمراض عقلية والمعاقين في المؤسسات التي تديرها الدولة (وتكاليفها على الدولة) أكثر من «المسألة اليهودية» و «انحطاط العرق الشمالي» (Entnordung) التي ستأتي للسيطرة على فلسفتها في ألمانيا من العشرينات إلى الحرب العالمية الثانية.
خلال السنوات الأخيرة من القرن التاسع عشر، اعتبر أخصائيو الصحة العنصرية الألمان ألفريد بلويتز وويلهيلم شماير أن بعض الأشخاص أقل شأناً، وقد عارضوا قدرتهم على الإنجاب. يعتقد هؤلاء المنظرين أن جميع السلوكيات البشرية، بما في ذلك الجريمة وإدمان الكحول والطلاق، كانت سببها الوراثة.

## ألمانيا النازية

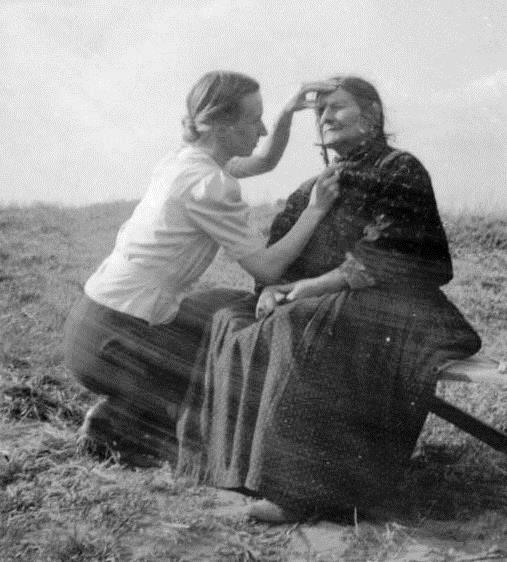
إيفا جوستين تتحقق من خصائص الوجه لامرأة رومانية، كجزء من «دراساتها العنصرية».

خلال ثلاثينيات وأربعينيات القرن الماضي، درست معاهد في ألمانيا النازية علم الوراثة، وأنشأت سجلات وراثية وتوأم بحثي. قام العلماء النازيون أيضًا بدراسة الدم، ووضعوا نظريات حول الخصائص العرقية المفترضة لأنواع الدم، بهدف التمييز بين الآريين واليهودي من خلال فحص دمائهم. في ثلاثينيات القرن العشرين، قدم جوزيف منجيل، وهو طبيب في شوتزشتافل، رفات بشرية تم نقلها من أوشفيتز - الدم والأطراف وأجزاء الجسم الأخرى - لدراستها في المعاهد. تم تسخير النظافة العنصرية كمبرر، استخدم العلماء السجناء من محتشد أوشفيتز ومعسكرات الاعتقال الأخرى كمواضيع اختبار لتجاربهم البشرية. 
في الدعاية النازية، كان مصطلح "العرق" يستخدم في كثير من الأحيان بالتبادل ليعني " الآرية " أو الجرمانية " Übermenschen " "، الذي قيل أنه يمثل العرق الرئيسيً المثاليً والنقي المتفوق بيولوجيًا على جميع الأجناس الأخرى. في ثلاثينيات القرن العشرين، تحت إشراف عالم النسل إرنست رودين، تبنت الإيديولوجية الاشتراكية القومية هذا الاستخدام الأخير لـ "النظافة العرقية"، التي طالبت بالطهارة العرقية الآرية وأدانت تمازج الأجناس. غالبًا ما كان هذا الاعتقاد بأهمية النقاء العنصري الألماني بمثابة العمود الفقري النظري للسياسات النازية المتمثلة في التفوق العنصري والإبادة الجماعية في وقت لاحق. بدأت السياسات في عام 1935، عندما قام الاشتراكيون الوطنيون بسن قوانين نورمبرغ، التي سنّت راسينشاندي عنصريًا من خلال حظر العلاقات الجنسية والزواج بين الآريين وغير الآريين بوصفهم راسينشاند (العار العنصري).

## بعد الحرب العالمية الثانية
بعد الحرب العالمية الثانية، لم يتم الترويج لفكرة «النظافة العرقية». تم استنكار الأيديولوجية العنصرية باعتبارها غير علمية من قبل الكثيرين،  ولكن لا يزال هناك مؤيدون ومنفذون لتعقيم الإجباري تحسين النسل حتى بعد أن كان هناك وعي واسع النطاق بطبيعة النسل النازي. بعد عام 1945، شمل أنصار تحسين النسل جوليان هكسلي وماري ستوبز، لكنهم عادة ما أزالوا أو قللوا من شأن الجوانب العرقية لنظرياتهم.